# 12-й км (Приморский край)
12-й км (12 км, 12-й киломе́тр) — железнодорожный разъезд как населённый пункт в Хорольском районе Приморского края. Входит в Лучкинское сельское поселение.

## География
Расстояние до села Лучки (на северо-запад) около 8 км.

## История
Посёлок появился при строительстве железной дороги. В селении жили семьи тех, кто обслуживал инфраструктуру разъезда.

## Население
| 2002 | 2008 | 2010 |
| ---- | ---- | ---- |
| 0    | ↗3   | ↗7   |

| Динамика население |          |          |          |
| Перепись           | Перепись | 2010 год | 2010 год |
| 2002               | 2010     | мужчины  | женщины  |
| 0                  | 7        | 3        | 4        |

## Инфраструктура
Путевое хозяйство. Действует остановочный пункт 12 км.

## Транспорт
Железнодорожный транспорт.